# دوري كرة القاعدة الرئيسي 2005
دوري كرة القاعدة الرئيسي 2005 (بالإنجليزية: 2005 Major League Baseball season)‏ هو الموسم 103 من  دوري كرة القاعدة الرئيسي. أقيم خلال الفترة 2005 وحتى 26 أكتوبر 2005، وأشرف على تنظيمه دوري كرة القاعدة الرئيسي، وكان عدد الأندية المشاركة فيه  30، وفاز فيه شيكاغو وايت سوكس.